# Mikroregion Grão Mogol

Grão Mogol

Mikroregion Grão Mogol – mikroregion w brazylijskim stanie Minas Gerais należący do mezoregionu Norte de Minas.

## Gminy
- Botumirim
- Cristália
- Grão Mogol
- Itacambira
- Josenópolis
- Padre Carvalho